# Спільний центр з контролю та координації
Спільний центр з контролю та координації питань припинення вогню та стабілізації лінії розмежування сторін (СЦКК) — група з контролю за дотриманням Мінського протоколу, до якої входять представники української та російської сторін. Центр почав роботу 26 вересня 2014 року в місті Соледар Донецької області. З квітня 2015 року українська та російська сторони почали вести окремі журнали випадків порушення режиму припинення вогню.

## Штаб-квартира
З початку роботи штаб-квартира СЦКК розташовувалася в місті Соледар Донецької області. У жовтні 2014 року штаб-квартира була переміщена у Дебальцеве. 21 січня 2015 року через погіршення ситуації у Дебальцевому російська частина штабу повернулася до Соледара, українська залишилась у Дебальцевому. 1 лютого у штаб СЦКК в Дебальцевому влучило декілька ракет, після чого український штат теж повернувся до Соледара.

## Склад
Наприкінці вересня 2014 року повідомлялося, що в робочу групу СЦКК, окрім українського представництва, увійшли 76 військовослужбовців ЗС РФ. Однак, згідно з інтерв'ю українського генерал-майора Олександра Розмазніна, спочатку до складу СЦКК входило 45 співробітників — 27 з України, решта з Росії; а згодом центр став налічувати 128 офіцерів. З них були організовані спільні групи контролю: 8 груп на території, підконтрольній Україні, і 8 на тимчасово окупованій території (4 у Луганській області, 4 у Донецькій).
19 грудня 2017 року, всі 75 російських офіцерів, які входили до складу російської сторони СЦКК, виїхали з України та повернулися до РФ, що було офіційно підтверджено Спеціальною моніторинговою місією ОБСЄ в Україні та Державною прикордонною службою України.
Україна вважає, що російські представники залишили СЦКК для того щоб звинувачувати українських військових у порушенні режиму припинення вогню.

## Керівники
У вересні 2014 російське представництво очолив генерал-лейтенант Олександр Лєнцов. У грудні його змінив генерал-майор Олександр Вязніков. З кінця лютого 2015 року представництво знову очолював Олександр Лєнцов, вже у чині генерал-полковника. З літа 2015 російську сторону представляє генерал-лейтенант Олександр Романчук.
 У вересні 2014 українське представництво очолив генерал-лейтенант Юрій Думанський. У жовтні його змінив генерал-лейтенант Володимир Аскаров, а у грудні керівником представництва став генерал-майор Олександр Розмазнін. Пізніше представництво очолював генерал-майор Андрій Таран. У серпні 2015 його змінив генерал-майор Борис Кременецький. В 2016 — генерал-майор Радіон Тимошенко, в 2016—2017 — генерал-майор Анатолій Петренко, з 2017 — генерал-майор Богдан Бондар.